# Elena Ruiz
Elena Ruiz Barril (Rubí, 29 de octubre de 2004) es una waterpolista española que juega en la posición de atacante en el Club Natació Sant Andreu de la División de Honor femenina y en la selección española.
Su hermana Ariadna Ruiz también es jugadora de waterpolo, e internacional por España.
Consiguió la medalla de oro en los Juegos Olímpicos de París 2024 y la medalla de plata en los Juegos Olímpicos de Tokio 2020.